# Marotia
Marotia es una isla y una ciudad en la bahía de Baly, en el Distrito de Soalala, Provincia de Mahajanga en el norte del país africano de Madagascar. Uno de los primeros lugares donde suelen desembarcar inmigrantes árabes.